# Színház az egész világ
A Színház az egész világ (The Glamorous Life) a Született feleségek (Desperate Housewives) című amerikai filmsorozat százhuszonötödik epizódja. Az Amerikai Egyesült Államokban először az ABC (American Broadcasting Company) adó vetítette 2010. január 31-én.

## Az epizód cselekménye
Orson búcsúlevelet ír Bree-nek, mert öngyilkos akar lenni, ám az asszony, amikor ezt megtudja, mindent elkövet azért, hogy ezt megakadályozza. Gabrielle egyezséget akar kötni Anával, amely abból állna, hogy ha a lány nem él szexuális életet az érettségiig, akkor finanszírozza a modell-karrierjét. Ám rövidesen Carlos mégis kompromittáló helyzetben találja Dannyvel. Lynette és Tom eközben egyre hasznosabbnak érzik a családterápiát. Susan pedig segíteni akar egy volt sztriptíztáncosnőn, ezért munkát keres neki...

## Mary Alice epizódzáró monológja
- A narrátor, Mary Alice monológja az epizód végén így hangzik (a magyar változat alapján):

"Ebben az életnek nevezett soha véget nem érő drámában mindenkinek megvan a maga szerepe. Van, akire a romantikus főhősét osztják. Van, akinek az áldozaté jut. És olyan is van pár, aki okoz néhány mulatságos percet. És aztán vannak, akik végül a hőst játszhatják, különösen, ha úgy érzik, hogy van egy főgonosz aki épp ott lakik velük szemben az utca túloldalán."

## Epizódcímek más nyelveken
- Angol: The Glamorous Life (A csillogó élet)
- Francia: Thérapie de Couple (Párterápia
- Olasz: Il gioco delle parti (Szerepjáték)
- Német: Vorhang auf! (Függönyt fel!)
- Arab: واستدعت كل الحياة (Minden élet szükségszerű)